# 7903 Альбіноні
7903 Альбіноні (1996 HV24, 1990 EJ1, 1991 LL4, 7903 Albinoni) — астероїд головного поясу, відкритий 20 квітня 1996 року.
Тіссеранів параметр щодо Юпітера — 3,229.